# Synaphea tripartita
Synaphea tripartita är en tvåhjärtbladig växtart som beskrevs av Alexander Segger George. Synaphea tripartita ingår i släktet Synaphea och familjen Proteaceae. Inga underarter finns listade i Catalogue of Life.